# 寶昌公司
寶昌公司成立於清朝末年，由香港商人何萼樓創辦，是粵劇劇團鳳凰儀及人壽年戲班的班主．
名伶千里駒曾被該公司聘請，在鳳凰儀戲班中當第三花旦。蛇王蘇、肖麗湘、小生聰、風情杞、千里駒、靚榮、白駒榮、薛覺先、馬師曾、靚少鳳、靚新華、嫦娥英、蛇仔利、新珠、靚少佳、靚次伯等粵劇演員則曾在人壽年演出．